# Famille du Châtelet
Pour les articles homonymes, voir du Châtelet.
 (juillet 2024).
La famille du Châtelet est une ancienne famille noble qui était issue de celle des  ducs de Lorraine de la  maison d'Alsace. Elle faisait partie des quatre « grands chevaux de Lorraine ».

## Histoire
Thierry, surnommé du Diable ou d'Enfer en est à l'origine. Après avoir reçu en apanage le val de Removille et d'autres terres dans la vallée du Vair, il fit construire sur un promontoire appartenant aujourd'hui à Barville une forteresse dominant le village de Harchéchamp.[réf. nécessaire]

## Héraldique
Les armes de la famille du Châtelet : D'or, à la bande de gueules, chargée de trois fleurs-de-lis d'argent.

## Branche aînée
```
 
Ferri 
I
er
, duc de Lorraine

|

 Thierry de Lorraine

│
└─> 
Ferri du Chasteler ou Chastelet

    X Isabelle de joinville
    │
    ├─> 
Jean 
I
er
 du Chasteler ou Chastelet

    │   X Gilette de Passavant
    │   │
    └─> 
Thierry du Chasteler
, qui continua la maison du Chasteler 
        │   
        └─> 
Henri du Châtelet
, reconnu pour chef de la branche du Châtelet

             chevalier, seigneur d'Autigny
            X 1) - de Bauffremont
            │ 2) Adeline de Germiny
            │   
            └1> 
Erard du Châtelet

                 chevalier, seigneur du Châtelet et d'Autigny
                X Odette de Chauvirey
                │   
                └─> 
Renaud du Châtelet
 (- , † 
22 mars 1429
),
                     chevalier, seigneur du Châtelet, de Deuilly en partie, Removille, Theuillieres, bailli de Bassigny 
                    X Jeanne de chauffour (- , † 1435)
                    │   
                    ├─> 
Erard II du Châtelet
 (1416 , † 
18 août 1459
), surnommé le grand chevalier,
                    │    baron et seigneur de Deuilly, Cirey, Bulgnéville
                    │    chambellan du roi de Sicile, maréchal et gouverneur général de Lorraine et Barrois
                    │   X 1) Alix de Saint-Eulien
                    │   │  2) Marguerite de Grancey, le 
25 octobre 1466

                    │   │
      	             └─> 
Philibert du Châtelet
, auteur de la 
branche de Sorcy

                        │   
                        ├1> 
Pierre du Châtelet
 (1459 , † 
décembre 1482
),
                        │    seigneur du Châtelet, Deuilly, Bulgnéville, Saint-Eulien, Cirey, Bouzancourt, Pierrefitte, Chainley,
                        │     Merlant, Outrepon, Ische, Balerne, Nancey, Guimont
                        │   X 1) Manne d'Autel, le 
23 janvier 1449

                        │     2) Jeanne de Toulonjon
                        │   │
                        ├1> 
Guillaume du Châtelet
, auteur de la 
branche de Pierrefitte

                        │   │
                        └2> 
Erard du Châtelet
, dit le jeune, auteur de la 
branche de Bulgnéville

                            │   
                            ├1> 
Erard III du Châtelet
 (1482, † 1519)
                            │    chevalier, seigneur du Châtelet, Cirey, Bouzancourt, Briecourt
                            │   X Françoise de Haraucourt
                            │   │  
                            └1> 
Hue ou Huet du Châtelet
, auteur de la 
branche de Deuilly

                                │   
                                └─> 
Christophe du Châtelet
 (1519 , † 1525),
                                     seigneur en partie du Châtelet, de Deuilly, Bulgnéville, Saint-Eulien, Cirey,
                                      Bouzancourt, Pierrefitte
                                    X Jacqueline de Bethune, le 
14 octobre 1514

                                    │   
                                    └─> 
Erard IV du Châtelet
 (1525 , † 1545),
                                         seigneur du Châtelet, de Deuilly, Cirey, Bouzancourt, Pierrefitte
                                         X Anne de Hangest (- , 1566)
```

## Branche de Sorcy
```
 
Philibert du Châtelet
 (- , † 1478 ?)
 chevalier, seigneur du Châtelet, en partie de Sorcy, Doncourt, Saint-Amand, Bulgnéville, Horchechamp, souverain de Vauvillars
X 1) Claude de Paroye
│ 2) Louise de Granson
│ 3) Béatrix de Germiny
│
├1> 
Renaud du Châtelet
 (- , † 1493 ?)
│    chevalier, seigneur du Châtelet, Châteauneuf, Sorcy, Pompierre, comte de Vignery, souverain de Vauvillars
│    bailli de Chaumont et de Sens
│   X Charlotte l'Alleman
│   │  
│   └─> 
Jacques du Châtelet
 (- , † 
31 mai 1551
)
│        chevalier, seigneur du Châtelet, souverain de Vauvillars, baron de Châteauneuf, de Larbenne,
│        seigneur de Sorcy, Passavant, Pompierre, Bronffey et Raulecourt
│        conseiller et chambellan du duc de Lorraine, bailli de Saint-Mihel
│       X Françoise de Beauvau
│       │   
│       ├─> 
Renaud du Châtelet
 (- , † 
4 février 1557
)
│       │    chevalier, seigneur du Châtelet, en partie de Maxel-sur-Vraye, enseigne de la compagnie du duc de Lorraine
│       │   X Marie Fresnau 
│       │
│       ├─> 
Antoine du Châtelet
 (- , † 
25 janvier 1577
)
│       │    chevalier, Baron du Châtelet et Châteauneuf,
│       │    seigneur de Passavant, de Sarthes, Pompierre, Sorcy, Saint-Martin, Boussey, Raulecourt
│       │    conseiller privé et grand-chambellan du duc de Lorraine, 
bailli de Nancy

│       │   X Anne de Beauvau, dame de Passavant (- , † 
10 octobre 1579
)
│       │   │   
│       │   └─> 
Charles du Châtelet
 (- , † 
25 mai 1587
)
│       │        chevalier, Baron de Châteauneuf, seigneur du Châtelet-Passavant, Sorcy, Broussey, Raulecourt
│       │       X Madeleine de Gournay
│       │
│       └─> 
Pierre du Châtelet
  (- , † 
25 janvier 1580
)
│            
évêque de Toul

│     
└2> 
Nicolas du Châtelet
, auteur de la 
branche de Vauvillars
```

## Branche de Bulgnéville
```
 
Erard du Châtelet
, dit le jeune, chevalier,
 seigneur en partie du Châtelet, de Deuilly, Bulgnéville, Cirey, Saint-Amand, Pierrefitte
X - de Haraucourt
│   
└─> 
Claude du Châtelet
 (- , † 
19 février 1562
), chevalier, seigneur en partie du Châtelet, Naive, Bulgnéville, Pierrefitte
    X Hélène de Roucy
    │   
    ├─> 
Antoine du Châtelet
, chevalier, seigneur en partie de Pierrefitte, Bulgnéville et de Saint-Amand
    │   X 1) Marguerite de Rouillac
    │     2) Lucie de Tilly
    │   
    └─> 
Philippe du Châtelet
 (- , † 
9 juin 1574
), chevalier, seigneur de Bulgnéville, Pierrefitte et de Saint-Amand
        X Adrienne de Miremeont
        │   
        └─> 
Philippe du Châtelet
 (- , † 
4 janvier 1607
), chevalier, seigneur de Bulgnéville,
             gentilhomme de la chambre du duc Charles
            X Madeleine de Nogent
            │   
            └─> 
Françoise

                X Réné-Saladin d'Anglure, le 
5 mai 1627
```

## Branche de Pierrefitte
```
Guillaume du Châtelet
 (1459 , † 1476)
 baron du Châtelet et d'Alix de Saint-Eulien
X Yolande de Haraucourt, en 1460
│   
└─> 
Philibert I du Châtelet
 (1476 , † 
1
er
 décembre 1534
)
     chevalier, baron du Châtelet et de Saint-Amand, seigneur de Sorcy, Pierrefitte, Saint-Eulien, Bulgnéville, Hansignement
     conseiller et chambellan du duc de Lorraine, sénéchal de Barrois, bailli de Bassigny
    X 1) Nicole de Vernencourt, mariage cassé
      2) Marguerite de Ville, dame de Domjulien
    │   
    └2> 
Jean du Châtelet
 (1529 , † 1566)
         chevalier, seigneur de Pierrefitte, Saint-Amand, Domjulien, Vauvillars, Cirey, Bouzancourt
        X 1) Jacqueline de Bethune
        │ 2) Philippe de Ludres
        │   
        └1> 
Philibert II du Châtelet
 (1531 , † 
14 mai 1568
)
             chevalier, seigneur de Pierrefitte, colonel des reitres sous Charles IX
            X Françoise de Lenoncourt (- , † 1591) 
            │   
            └─> 
Louis du Châtelet
 (- , † 1604), chevalier, baron de Cirey et de Saint-Amand,
                 capitaine de cavalerie dans le régiment de Rhingrave
                X Ursule de Ruden-de-Collemberg, le 
5 septembre 1590
 
                │   
                └─> 
Louis-Jules du Châtelet
 (
8 août 1594
 , † 1671)
                     chevalier, baron de Cirey et de Saint-Amand, seigneur de Pierrefitte, Domjulien
                     conseiller d'état, gentilhomme de la chambre du duc de Lorraine,
                     gouverneur d'Aigues-Mortes, maréchal des camps et armées du roi, premier chambellan de Monsieur, frère du roi
                    X Christine de Gleseneuve, le 
25 février 1618
 
                    │   
                    ├─> 
Charles du Châtelet
 (1630 ,† 
18 février 1693
)
                    │    chevalier, Marquis du Châtelet et de Cirey, comte de Game et de Marigny
                    │    maître de camp du régiment de cavalerie de Gaston de France, maréchal des camps et armées du roi,
                    │    gouverneur d'Aigues-Mortes et de la Tour de Carbonniere
                    │   X Catherine de Lameth (-, † 
24 novembre 1675
), le 
25 novembre 1672

                    │   
                    └─> 
Charles-Antoine du Châtelet
 (1631 ou 1633 ,† 
18 février 1693
)
                         chevalier, Marquis de Pierrefitte, commandant de Metz, lieutenant-général des armées du roi
                        X Marle de Neuville (- , † 
15 juillet 1703
), le 
31 mars 1677

                        │   
                        └─> 
Marie-Gabrielle-Charlotte
 (1678 ? , † 
12 août 1705
)
                            X Florent du Châtelet, de la branche de Lomont, le 
15 mars 1692
```

## Branche de Deuilly
```
 
Hue ou Huet du Châtelet

 chevalier, Baron de Deuilly, seigneur en partie du Châtelet, de Saint-Amand, Cirey, Thons, Saint-Eulien
X 1) Madeleine de Wisse-de-Gerbevillers (-, † 
26 octobre 1488
), le 
13 octobre 1486

│ 2) Jeanne Cicon
│ 3) Guillemette d'Amoncourt
│   
├1> 
Pierre du Châtelet
, dit Perrin (-, † 
23 août 1556
)
│    chevalier, baron de Deuilly, seigneur du Châtelet, de Bulgnéville en partie, de Gerbivillers, Romont, Bazemont, conseiller d'état, sénéchal de Lorraine et bailli de Nancy
│   X Bonne de Baudoche, le 
15 décembre 1520

│   │
└2> 
Jean II du Châtelet
, auteur de la 
branche de Thons
 
    │
    └─> 
Orly du Châtelet
 (-, † 
mai 1569
)
         chevalier, baron de Deuilly, seigneur de Bulgnéville, Gerbivillers, Romont, Bazemont, Sénoncourt
        X Jeanne de Scepeaux, en 1555
        │
        └─> 
Claude du Châtelet
 (-, † 
21 septembre 1589
)
             chevalier, baron de Deuilly, seigneur de Bulgnéville, Gerbivillers, Romont, Bazemont
             gentilhomme ordinaire de la chambre du roi, cornette de la compagnie du duc de Lorraine
            X Anne de Beauvilliers (-, † 1636)
```

## Branche de Thons
```
 
Jean II du Châtelet
 (-, † 1590 ?)
 chevalier, baron du Châtelet, de Thons, souverain de Vauvillars et de Châtillon-en-Vosges, marquis de Trichâteau,
 seigneur de Bonney et Champigneul
 chevalier de l'ordre de Saint Esprit, gentilhomme ordinaire de la chambre du roi,
 surintendant des places de bassigny et gouverneur de Langres 
X 1) Marguerite de Haussonvile, en 1541
│ 2) Claire-Renée de Choiseul, en 1561
│   
├1> 
Jean III du Châtelet
 (-, † 1610), chevalier, Baron du Châtelet,
│    seigneur de Thons, de Châtillon-en-Vosges, Champigneul, Margeville, Baron de Thons et de Chaivrey
│    gentilhomme de la chambre du roi, gentilhomme du dic de Lorraine, maréchal et chef des fianances de Lorraine et Barrois
│   X 1) Anne de Choiseul
│     2) Anne-Marie-Elisabeth Bayer-de-Boppart 
│
├1> 
René du Châtelet
 (-, † 1617)
│    chevallier, seigneur de Bevillers, Romont, Bazemont, Chaumancey, Châtillon-en-vosges, Champigneul, Margeville
│   X Gabrielle de Lenoncourt (-, † 1638)
│   │
└1> 
Erard du Châtelet
, auteur de la branche de 
Trichâteau-Bonney

    │
    └─> 
Antoine du Châtelet

         marquis du Châtelet et de Cirey, seigneur de Thons, de Chauvirey, Gerbevillers, Romont, Bazemont, Champigneul
        X 1) Catherine de Prissac
        │ 2) Gabrielle de Mailly, en 1633 
        │
        └1> 
Pierre-Antoine du Châtelet
 (-, † 
11 février 1740
)
             chevalier, marquis du Châtelet, baron de Cirey, seigneur de Chauviray et Thons
            X Marie-Richarde de Jauny 
            │
            └─> 
René-François du Châtelet

                 marquis du Châtelet et Grand-Seille, baron de Cirey
                 chambellan, colonel des gardes et général-major des troupes de son altesse royale de Toscane
                X Marie de Fleming, le 
10 février 1710
```

## Branche de Trichâteau-Bonney
```
Erard du Châtelet
 (- , † 
13 décembre 1648
)
 chevalier, marquis de Trichâteau, Baron de Bonney, Thons, Bulgnéville, seigneur de Cirey, Châtillon-en-Vosges et Lomont
 gentilhomme de la chambre du roi Henri III, conseiller d'état, sénéchal et maréchal de Lorraine et Barrois, gouverneur de Gray
X Lucrece Dorfans
│   
├─> 
Antoine du Châtelet
 (1604, † 1674)
│    chevalier, marquis de Trichâteu, Baron de Thons, Bulgnéville,
│    seigneur de Lomont, Vaucontour, Roye, Leauffay, Andomay, Manisbert, Voulan, Mizaudan, Lenoncourt, Contreglise, Cané,
│     Gauzencourt, Evillier, d'Aumale, la Bruyere
│    capitaine des gardes suisses de son altesse sérénissime de Lorraine, gentilhomme de la chambre du roi
│   X Elisabeth-Louise de Haraucourt, le 
27 février 1635
 
│
└─> 
Erard du Châtelet
, auteur de la 
branche de Clémont

      │   
      ├─> 
Charles-Gabriel du Châtelet
( - , † 
6 août 1696
)
      │    marquis du Châtelet, seigneur de Lomont, sénoncourt, Gesincourt, Aboncourt, Bonney
      │   X 1) - de Dorfans
      │     2) Anne-Eléonore de Thomassin
      │   │ 
      ├─> 
Florent du Châtelet
, auteur de la 
branche de Lomont

      │   │    
      └─> 
Honoré-Henri-Arnold du Châtelet
, auteur de la 
branche de Trichâteau

          │
          └2> 
Ferdinant-Florent du Châtelet

               marquis du Châtelet, seigneur de Lomont, Montbaillon, Pin, Pont-le-Magny
               colonel d'Infanterie
              X Marie-Emmanuelle de Poitiers, en 1712
```

## Branche de Lomont
```
Florent du Châtelet
 (
8 février 1652
, † 
27 janvier 1732
)
 dit comte de Lomont, seigneur de Cirey et Pierrefitte  
 chanoine, aide de camp du maréchal de Turenne ; commandant du Havre-de-Grâce, maréchal des camps et armées du roi,
 commandant de Dunkerque, commandeur de l'ordre de Saint-Louis,
X Marie-Gabrielle-Charlotte du Châtelet (- , † 
12 août 1705
), le 
15 mars 1692

│
└─> 
Florent-Claude du Châtelet
 ( 
27 avril 1695
, † 
28 novembre 1765
 à 
Loisey
)
     marquis du Châtelet, chevalier, seigneur de Cirey
     colonel du régiment du Hainaut, maréchal de camp, lieutenant-général des armées du roi, grand bailli d'Auxois et Sar-Louis,
     gouverneur de Sémur, Grang-Croix, commandeur de l'ordre de Saint-Louis
    X 
Gabrielle Émilie Le Tonnelier de Breteuil
 (1706-1749)), le 
20 juin 1725

    │
    └─> 
Florent-Louis-Marie du Châtelet
 ( 
20 novembre 1727
, † 
13 décembre 1793
)
         comte du Châtelet-Lomont, duc du Châtelet de Haraucourt, seigneur de Cirey, Saint-Remy, Avison, Aigremont, Blanques et Fayet
         gouverneur de Sémur et Toul, maréchal des camps et armées du roi, grand'croix de l'ordre militaire de Saint-Louis,
         ministre plénipotentiaire à la cour de Vienne, ambassadeur auprès de l'empereur d'Allemagne puis en Angleterre.
        X Diane-Adélaïde de Rochechouart, le 
24 avril 1752
 en présence du roi Louis XV, de la reine et de la famille royale.
```

## Branche de Trichâteau
```
Honoré-Henri-Arnold du Châtelet
 (-, † 
août 1720
)
 marquis de Trichâteau
 colonel d'infanterie au service de France, conseiller d'état, capitaine des gardes-du-corps de Lepold, Duc de Lorraine,
 grand bailli de Nancy 
X Isabelle-Agnès (-, † 1712), baronne de Honsbruck 
│
└─> 
Marc-Antoine du Châtelet
 (-, † 
2 avril 1740
)
     marquis de Trichâteau, seigneur de Ham-Beringer et Fouckray
     chambellan de son altesse royale le grand duc de Toscane
```

## Branche de Clémont
```
 
Erard du Châtelet

 baron du Châtelet, seigneurs de Thons, Clémont et Bulgnéville
 capitaine des gardes-du-corps de Charles III, duc de Lorraine, général de L'artillerie, maréchal de Lorraine
X 1) Claire-Françoise Rouxel-Medavi (-, † 
23 décembre 1656
)
  2) Anne-Elisabeth d'Aumont(-, † 
19 juin 1665
), Dame d'Aubigny et de Faye, le 
23 décembre 1656

  3) Marie de la Baume-le-Blanc de la Valliere (1624? , † 
27 décembre 1712
)
│
└2> 
Antoine-Charles du Châtelet
 (- , † 
septembre 1720
)
     marquis du Châtelet et d'Aubigny, seigneur de Thons et Clémont, 
     colonel de cavalerie d'un régiment de son nom, brigadier des armées du roi, maréchal de camps, lieutenant général,
     capitaine des Chasses, gouverneur du château de Vincennes
    X Thérèse-Marie de Bellefonds (- , † 
octobre 1733
), le 
8 janvier 1688

    │
    └─> 
François-Bernardin du Châtelet

         marquis du Châtelet, baron de Thons et de Clémont
         maréchal des camps et armées du roi, gouverneur de Vincennes
        X Armande-Gabrielle du Plessis-Richelieu, le 
23 avril 1714

        │
        └─> 
Marie-Suzanne-Armande

            X Godefroi-Armand, marquis de Bellefonds, le 
21 juin 1733
```

## Branche de Vauvillars
```
Nicolas du Châtelet
 (-, † 1519 ?),
 souverain de Vauvillars,
 seigneur de Montreux-sur-Saone, Deuilly, Saint-Julien, Serecourt, Dignecourt, Norville, Landeville et Girencourt
X Bonne de Cicon, en 1487
│
└─> 
Erard du Châtelet
 ( -, † 
15 octobre 1525
)
     chevalier, souverain de Vauvillars, seigneur de Montreux-sur-Saône, Mogneville et Mangeville
    X Nicole de Lenoncourt(-, † 
9 novembre 1555
), dame de Mangeville, le 
15 juillet 1512

    │
    └─> 
Nicolas du Châtelet
 ( -, † 
19 décembre 1562
)
         souverain de Vauvillars, Mogneville et Mangeville, seigneur de Ville-sur-Illon, Montureux, Mervaux
        X Elisabeth de Haraucourt, le 
8 juillet 1543
```